# Iris orjenii
Espèce
Classification phylogénétique
L'Iris d'Orjen (Iris orjenii), est une plante appartenant au genre Iris et à la famille des iridacées. Comme son nom l'indique, cette espèce est endémique de la montagne Orjen en Monténégro. Elle a des fleurs blanchâtres, parfois avec des teintes violettes. C'est une plante méditerranéenne poussant en principe sur le calcaire, dans les pelouses rocailleuses sèches entre 1500 et 1750 m. Elle est cultivée dans quelques jardins botaniques.

## Description

### Écologie et habitat
Plante vivace par son rhizome poussant en région méditerranéenne montagnard, de la péninsule Balkanique à Monténégro. On la rencontre surtout dans les garrigues oro-méditerranéenne, dans des lieux exposés au soleil, à la fois herbeux et caillouteux.
- Floraison : mai à juin
- Pollinisation : entomogame
- Dissémination : barochore

### Morphologie générale et végétative
Plante herbacée rhizomateuse, basse ou petite, à tige atteignant au maximum 50 cm. Feuilles ensiformes évoquant des lames d'épée, ne dépassant généralement pas les fleurs. Largeur des feuilles : de 15 à 25 mm.

### Morphologie florale
L'inflorescence comporte deux ou trois fleurs. Spathe secs à extrémité membraneuse. Les trois tépales externes, généralement réfléchis, portent chacun une barbe centrale de poils jaunes. Les trois tépales internes sont érigés, souvent presque aussi larges que longs.

### Fruit et graines
Le fruit est une capsule à trois loges comportant de nombreuses graines.